# Malchin
Malchin é uma cidade do distrito de Mecklenburgische Seenplatte, em Mecklemburgo-Pomerânia Ocidental, Alemanha. Ela é o centro geográfico desse estado federal e tinha uma população de 7.647 em 2013.